# Ferro (Fußballspieler)
Ferro (* 26. März 1997 in Oliveira de Azeméis; bürgerlich Francisco Reis Ferreira) ist ein portugiesischer Fußballspieler, der bei CF Estrela Amadora (2020) unter Vertrag steht. Der Innenverteidiger ist außerdem ehemaliger Juniorennationalspieler.

## Karriere

### Verein
Ferro wechselte im Jahr 2011 in die Jugendakademie des Traditionsvereins Benfica Lissabon. Seit Januar 2016 war er in der Reservemannschaft im Einsatz und spielte somit in der zweiten portugiesischen Spielklasse. Am 30. Januar debütierte er beim 2:1-Auswärtssieg gegen die UD Oliveirense für Benfica B. In der Saison 2016/17 drang er in die Startformation vor. Am 19. März 2017 (33. Spieltag) erzielte er bei der 1:2-Auswärtsniederlage gegen den FC Penafiel sein erstes Tor im professionellen Fußball. In dieser Spielzeit kam er in 30 Spielen zum Einsatz und machte drei Tore. Gegen Saisonende 2017/18 übernahm er die Kapitänsbinde und stand in 33 Ligaspielen in jedem in der Startaufstellung. Diese behielt er auch in der folgenden Saison 2018/19 bei.
Nach zweieinhalb Jahren in der B-Mannschaft zog ihn der Trainer Bruno Lage im Februar 2019 zusammen mit drei weiteren Spielern in die erste Mannschaft hinauf. Bereits am 6. Februar debütierte er im Halbfinalhinspiel des Taça de Portugal beim 2:1-Heimsieg gegen Sporting Lissabon für Benfica. Sein Ligadebüt gab er vier Tage später beim historischen 10:0-Heimsieg gegen Nacional Funchal, bei dem ihm auch ein Treffer gelang. Auch beim 3:0-Auswärtssieg gegen Desportivo Aves eine Woche später konnte der Innenverteidiger ein Tor erzielen, musste jedoch nach 64 Spielminuten nach Erhalt der roten Karte den Gang in die Kabine antreten. Bis zum Saisonende 2018/19 hatte er sich als Stammspieler an der Seite von Rúben Dias etabliert und war in 13 Ligaspielen zum Einsatz gekommen. In der nächsten Spielzeit 2019/20 bestritt er 26 Ligaspiele, in denen ihm ein Treffer gelang. Trotz des Abgangs seines Partners Rúben Dias, verlor er seinen Stammplatz in der darauffolgenden Saison 2020/21 an die routinierten Neuzugänge Nicolás Otamendi und Jan Vertonghen.
Aufgrund dessen wechselte Ferro am 31. Januar 2021 auf Leihbasis bis zum Ende der Spielzeit 2020/21 zum FC Valencia nach Spanien. 2022 wurde er an Hajduk Split ausgeliehen. Zur Saison 2022/23 wechselte er auf Leihbasis zu Vitesse Arnheim.
Zur Spielzeit 2023/24 wechselte Ferro von Benfica Lissabon zu Hajduk Split.
Zur Spielzeit 2024/25 verlässt Ferro den Kroatischen Fußballclub Hajduk Split ablösefrei und wechselt zu CF Estrela Amadora zurück nach Portugal.

### Nationalmannschaft
Ferro durchlief sämtliche Jugendauswahlen seines Heimatlandes. Ab Oktober 2013 war er erstmals für die portugiesische U17-Nationalmannschaft im Einsatz und kam bis Mai 2014 in 14 Spielen zum Einsatz. Mit dieser nahm er auch an der U17-Europameisterschaft 2014 teil und erreichte mit Portugal das Halbfinale. Seine Leistungen brachten ihm eine Nominierung in die Mannschaft des Turniers ein. Für die U18 bestritt er sieben Spiele und erzielte ein Tor. Seit September 2015 war er für ein Jahr in der U19-Nationalmannschaft im Einsatz und machte in dieser Zeit 13 Spiele. Bei der U19-Europameisterschaft 2016 in Deutschland bestritt er alle vier Spiele Portugals über die gesamte Spieldauer und zog mit seiner Nation ins Halbfinale des Turniers ein.
Bei der U20-Weltmeisterschaft 2017 wurde er in zwei Gruppenspielen berücksichtigt. Am 5. September 2017 gab er dann sein Debüt in der U21 beim 2:0-Heimsieg in der Qualifikation zur U21-Europameisterschaft 2019 gegen Wales. Er bestritt dann sechs weitere Qualifikationsspiele für Portugal, wurde für den Kader der portugiesischen Auswahl bei der Endrunde in Italien und San Marino letztendlich jedoch nicht nominiert.

## Erfolge
Benfica Lissabon
- Portugiesischer Meister: 2018/19
- Portugiesischer Superpokalsieger: 2019

Hajduk Split
- Kroatischer Pokalsieger: 2022, 2023

Individuelle Auszeichnungen
- U17-Europameisterschaft: Mannschaft des Turniers 2014